# Supercopa Europeia de 1988
A Supercopa Europeia de 1988 foi disputada entre KV Mechelen e PSV Eindhoven. O resultado da partida (1ª e 2ª mão) foi de 3-1.

## Detalhes

### 1ª mão
| 1 de fevereiro de 1989 | KV Mechelen                    | 3–0 | PSV Eindhoven | Argosstadion Achter de Kazerne, Mechelen |
|                        | Bosman 16', 50' · De Wilde 17' |     |               | Público: 7,000                           |

### 2ª mão
| 8 de fevereiro de 1989 | PSV Eindhoven | 1–0 | KV Mechelen | Philips Stadion, Eindhoven |
|                        | Gillhaus 78'  |     |             | Público: 17,100            |